# Stade Poitevin Volley Beach
Lo Stade Poitevin Volley Beach è una società pallavolistica maschile francese con sede a Poitiers: milita nel campionato di Ligue A.

## Storia
Fondato nel 1973, lo Stade Poitevin Volley-Ball con la vittoria in Nationale 1B nella stagione 1987-88 ottiene per la prima volta la promozione nella massima divisione del campionato francese, la Nationale 1A, dove esordisce nella stagione 1988-89, retrocedendo però immediatamente. Vince nuovamente la Nationale 1B nell'annata 1991-92 ritornando nuovamente nella massima serie.
Nella stagione 1995-96 si aggiudica il primo trofeo della sua storia, ossia la Coppa di Francia, mentre il primo successo in campionato arriva al termine della stagione 1998-99; questi risultati consentono al club di partecipare alle competizioni europee.
Arriva un nuovo trionfo nella Coppa di Francia nell'edizione 2001-02, mentre in campionato, dopo alcune finali dei play-off scudetto perse, vince il secondo titolo nella stagione 2010-11. 
Al termine dell'annata 2011-12, dopo la quarta finale dei play-off scudetto persa, a causa di debiti pregressi, la società viene retrocessa d'ufficio in Ligue B dalla DNACG, l'organo responsabile per il controllo della gestione amministrativa, finanziaria e giuridica delle società sportive professionistiche francesi. In seguito il club prova senza successo una fusione tra la propria sezione professionistica e quella amatoriale: la sezione professionistica viene quindi messa in liquidazione, mentre, dopo aver rinunciato a fare ricorso, attraverso il titolo della sezione amatoriale prosegue le proprie attività dalla massima divisione amatoriale del campionato francese, la Nationale 1. La società riparte così con la nuova denominazione Stade Poitevin Volley Beach.
Lo Stade Poitevin partecipa al campionato di Nationale 1, chiamato dal 2013 Élite, nella stagione 2012-13, centrando la promozione in Ligue B nella stagione seguente. Esordisce nella serie cadetta nella stagione 2014-15, ottenendo la seconda promozione consecutiva. Nel campionato 2015-16 torna quindi a calcare i campi della Ligue A, conquistando, all'inizio della stagione 2020-21, la Coppa di Francia 2019-20.

## Rosa 2019-2020
| N° | Nome                | Ruolo | Data di nascita  | Nazionalità sportiva |
| -- | ------------------- | ----- | ---------------- | -------------------- |
| 1  | Zouheir El Graoui   | S     | 1º luglio 1994   | Tunisia              |
| 4  | Luca Ramon          | L     | 10 agosto 2000   | Francia              |
| 5  | Julien Prigent      | P     | 6 luglio 1995    | Francia              |
| 6  | Florian Lacassie    | S     | 16 novembre 1990 | Francia              |
| 8  | Tom Cannessant      | S     | 12 ottobre 1999  | Francia              |
| 10 | Steve Peironet      | L     | 20 maggio 1985   | Francia              |
| 12 | Marc Zopie          | C     | 31 maggio 1987   | Francia              |
| 13 | Micah Maʻa          | P     | 16 aprile 1997   | Stati Uniti          |
| 14 | Michaël Parkinson   | C     | 23 novembre 1991 | Paesi Bassi          |
| 15 | Chizoba Neves       | O     | 25 luglio 1997   | Brasile              |
| 17 | Giacomo Raffaelli   | S     | 7 febbraio 1995  | Italia               |
| 18 | Gladstone Magalhães | C     | 28 febbraio 1997 | Brasile              |

## Palmarès
- Campionato francese: 2

1998-99, 2010-11
- Coppa di Francia: 3

1995-96, 2001-02, 2019-20